# 미하우 파즈단
미하우 파즈단(폴란드어: Michał Pazdan, 1987년 9월 21일 ~ )는 쉬페르리그에 소속되어 있는 팀인 앙카라귀쥐에서 활약하고 있는 폴란드의 축구 선수이다.

## 수상

### 클럽
레기아 바르샤바
- 엑스트라클라사 (1): 2015–16

### 개인
- 2009년 FIFA 산 미겔 컵: 드림팀[1]
- 폴란드 즈위아체크 피키 노츠네이 소니 컵: 준우승 (상품: PSP)[1]